# Stéphen Vincent (football)
Stéphen Vincent, né le 2 septembre 1986 à Neuilly-sur-Marne est un ancien footballeur français.

## Biographie
Attaquant formé à l'AS Saint-Etienne, il fréquente les équipes de jeunes des 15 ans à la réserve entre 2001 et 2006. Il est ensuite prêté deux saisons successives à Raon-l'Etape en National, puis au FC Gueugnon en Ligue 2.
Il signe ensuite à l'AS Cannes en national pour une saison et demie ou il jouera deux fois la montée en ligue 2. 
Il rejoint par la suite au  Paris FC en national pour une saison avec qui il battra le Toulouse FC en 32ème de final avec un but et une passe décisive à la clé.

## Statistiques
| Saison                | Club                  | Championnat           | Championnat | Championnat | Championnat | Coupe nationale | Coupe nationale | Coupe nationale | Coupe de la Ligue | Coupe de la Ligue | Coupe de la Ligue | Total | Total | Total |
| Saison                | Club                  | Division              | M.          | B.          | P.d.        | M.              | B.              | P.d.            | M.                | B.                | P.d.              | M.    | B.    | P.d.  |
| 2007-2008             | FC Gueugnon           | Ligue 2               | 25          | 3           | 0           | 2               | 0               | 0               | 0                 | 0                 | 0                 | 27    | 3     | 0     |
| Sous-total            | Sous-total            | Sous-total            | 25          | 3           | 0           | 2               | 0               | 0               | 0                 | 0                 | 0                 | 27    | 3     | 0     |
| 2014-2015             | US Boulogne           | National              | 14          | 1           | 0           | 1               | 0               | 0               | 0                 | 0                 | 0                 | 15    | 1     | 0     |
| 2015-2016             | US Boulogne           | National              | 18          | 3           | 0           | 3               | 0               | 0               | 0                 | 0                 | 0                 | 21    | 3     | 0     |
| Sous-total            | Sous-total            | Sous-total            | 32          | 4           | 0           | 4               | 0               | 0               | 0                 | 0                 | 0                 | 36    | 4     | 0     |
| 2016-2017             | Le Mans FC            | CFA 2                 | 16          | 1           | 0           | 0               | 0               | 0               | 0                 | 0                 | 0                 | 16    | 1     | 0     |
| 2017-2018             | Le Mans FC            | Nat 2                 | 25          | 2           | 0           | 3               | 0               | 0               | 0                 | 0                 | 0                 | 28    | 2     | 0     |
| 2018-2019             | Le Mans FC            | National              | 27          | 2           | 0           | 1               | 0               | 0               | 0                 | 0                 | 0                 | 28    | 2     | 0     |
| 2019-2020             | Le Mans FC            | Ligue 2               | 10          | 0           | 0           | 1               | 0               | 0               | 0                 | 0                 | 0                 | 11    | 0     | 0     |
| Sous-total            | Sous-total            | Sous-total            | 78          | 5           | 0           | 5               | 0               | 0               | 0                 | 0                 | 0                 | 83    | 5     | 0     |
| Total sur la carrière | Total sur la carrière | Total sur la carrière | 135         | 12          | 0           | 11              | 0               | 0               | 0                 | 0                 | 0                 | 146   | 12    | 0     |

## Palmarès

### En club
|  |  | Le Mans FC - National 2 - Vice-champion : 2018 |